# 葛利斯179b
葛利斯179b（Gliese 179 b），或稱為 HIP 22627 b，是一個環繞紅矮星葛利斯179的太陽系外行星，距離地球約40光年，位於獵戶座。

## 行星狀況
葛利斯179b的最小質量稍微小於木星質量，軌道半長軸2.41 AU，相當於3.61億公里，軌道離心率稍微小於冥王星軌道的離心率。該型星距離母恆星的距離在1.90到2.92 AU 之間。該行星是在2009年11月13日使用凱克天文台的光譜資料使用徑向速度法發現。